# Champions Hockey League 2016./17.
Champions Hockey League za sezonu 2016./17. je treće izdanje ovog natjecanja za europske klubove u hokeju na ledu. Natjecanje je drugi put zaredom osvojio švedski klub Frölunda iz Göteborga.

## Format natjecanja
Sudjeluje 48 klubova koji su raspoređeni u 16 skupina s tri kluba koji igraju dvokružno (6 kola, odnosno 4 utakmice po momčadi). 16 pobjednika skupina i 16 drugolasiranih se plasira u doigravanje, odnosno šesnaestinu završnice, koja se do poluzavršnice igra na dvije utakmice, a dalje prolazi momčad koja postigne ukupno više pogodaka. Ako je ukupni rezultat neodlučen, igraju se produžeci od 10 minuta. Završni susret se igra na jednu utakmicu kod ukupno najuspješnije momčadi do poluzavršnice.

## Sudionici
| - Vienna Capitals - Beč ↓A - Black Wings - Linz ↓B - Red Bull - Salzburg ↓A - Yunost - Minsk ↓C ↓4 - Bílí Tygři - Liberec ↓A - Mladá Boleslav - Mladá Boleslav ↓B - Vitkovice Ridera - Ostrava ↓A - Dynamo - Pardubice ↓A - Plzeň - Plzeň ↓B - Sparta - Prag ↓A - Orli - Znojmo ↓B ↓1 - Esbjerg Energy - Esbjerg ↓C - HIFK - Helsinki ↓A - JYP - Jyväskylä ↓A - KalPa - Kuopio ↓A - SaiPa - Lappeenranta ↓B | - Oulun Kärpät - Oulu ↓A - Lukko - Rauma ↓B - Tappara - Tampere ↓A - TPS - Turku ↓A - Gap Recapes - Gap ↓C ↓3 - Rouen Dragons - Rouen ↓C ↓2 - Lørenskog IK - Lørenskog ↓C - Stavanger Oilers - Stavanger ↓C - Eisbären - Berlin ↓A - ERC - Ingolstadt ↓A - Krefeld Pinguine - Krefeld ↓A - Adler - Mannheim ↓A - Red Bull - München ↓B - Grizzlys - Wolfsburg ↓B - ComArch Cracovia - Krakow ↓C - Košice - Košice ↓C | - Nitra - Nitra ↓C - Frölunda - Göteborg ↓A - HV71 - Jönköping ↓A - Färjestad - Karlstad ↓A - Linköpings - Linköping ↓A - Luleå Hockey - Luleå ↓A - Skellefteå AIK - Skellefteå ↓B - Djurgården - Stockholm ↓A - Växjö Lakers - Växjö ↓B - SC Bern - Bern ↓A - Davos - Davos ↓B - Fribourg-Gottéron - Fribourg ↓A - Lugano - Lugano ↓B - EV Zug - Zug ↓A - ZSC Lions - Zürich ↓A - Sheffield Steelers - Sheffield ↓C |

↑A  - klub s A licencom 

↑D  - klub s B licencom 

↑C  - klub s C licencom 

↑1  - Orli Znojmo se plasirao preko EBEL lige 

↑2  - Rouen Dragons (također i kao Dragons de Rouen)  se plasirao kao pobjednik Continental Cupa 

↑3  - Gap Recapes također pod nazivom Recapes de Gap 

↑4  - Yunost Minsk se s bjeloruskog može pisati kao Junaść Minsk

## Ljestvice i rezultati

### Grupna faza
Utakmice grupne faze su igrane od 16. kolovoza do 11. rujna 2016. 

     - plasirali se u šesnaestinu završnice
| Skupina A | Skupina A          | Skupina A | Skupina A | Skupina A | Skupina A | Skupina A | Skupina A | Skupina A | Skupina A | Skupina A |
| mj.       | klub               | GP        | W         | OTW       | OTL       | L         | GF        | GA        | GD        | bod       |
| --------- | ------------------ | --------- | --------- | --------- | --------- | --------- | --------- | --------- | --------- | --------- |
| 1.        | Frölunda Göteborg  | 4         | 2         | 0         | 1         | 1         | 11        | 9         | +2        | 7         |
| 2.        | Grizzlys Wolfsburg | 4         | 2         | 0         | 0         | 2         | 11        | 10        | +1        | 6         |
| 3.        | Dynamo Pardubice   | 4         | 1         | 1         | 0         | 2         | 11        | 14        | -3        | 5         |

| Skupina B | Skupina B             | Skupina B | Skupina B | Skupina B | Skupina B | Skupina B | Skupina B | Skupina B | Skupina B | Skupina B |
| mj.       | klub                  | GP        | W         | OTW       | OTL       | L         | GF        | GA        | GD        | bod       |
| --------- | --------------------- | --------- | --------- | --------- | --------- | --------- | --------- | --------- | --------- | --------- |
| 1.        | Djurgårdens Stockholm | 4         | 2         | 1         | 0         | 1         | 15        | 6         | +9        | 8         |
| 2.        | Davos                 | 4         | 2         | 1         | 0         | 1         | 10        | 10        | 0         | 8         |
| 3.        | Rouen Dragons         | 4         | 0         | 0         | 2         | 2         | 6         | 15        | -9        | 2         |

| Skupina C | Skupina C       | Skupina C | Skupina C | Skupina C | Skupina C | Skupina C | Skupina C | Skupina C | Skupina C | Skupina C |
| mj.       | klub            | GP        | W         | OTW       | OTL       | L         | GF        | GA        | GD        | bod       |
| --------- | --------------- | --------- | --------- | --------- | --------- | --------- | --------- | --------- | --------- | --------- |
| 1.        | Lugano          | 4         | 2         | 1         | 0         | 1         | 11        | 9         | +2        | 8         |
| 2.        | Tappara Tampere | 4         | 2         | 0         | 0         | 2         | 7         | 9         | -2        | 6         |
| 3.        | Adler Mannheim  | 4         | 1         | 0         | 1         | 2         | 10        | 10        | 0         | 4         |

| Skupina D | Skupina D        | Skupina D | Skupina D | Skupina D | Skupina D | Skupina D | Skupina D | Skupina D | Skupina D | Skupina D |
| mj.       | klub             | GP        | W         | OTW       | OTL       | L         | GF        | GA        | GD        | bod       |
| --------- | ---------------- | --------- | --------- | --------- | --------- | --------- | --------- | --------- | --------- | --------- |
| 1.        | ZSC Lions Zürich | 4         | 3         | 1         | 0         | 0         | 11        | 3         | +8        | 11        |
| 2.        | Lukko Rauma      | 4         | 1         | 0         | 1         | 2         | 9         | 9         | 0         | 4         |
| 3.        | ERC Ingolstadt   | 4         | 1         | 0         | 0         | 3         | 5         | 13        | -8        | 3         |

| Skupina E | Skupina E                | Skupina E | Skupina E | Skupina E | Skupina E | Skupina E | Skupina E | Skupina E | Skupina E | Skupina E |
| mj.       | klub                     | GP        | W         | OTW       | OTL       | L         | GF        | GA        | GD        | bod       |
| --------- | ------------------------ | --------- | --------- | --------- | --------- | --------- | --------- | --------- | --------- | --------- |
| 1.        | Oulun Kärpät             | 4         | 3         | 1         | 0         |           | 12        | 5         | +7        | 11        |
| 2.        | Vitkovice Ridera Ostrava | 4         | 1         | 0         | 1         | 2         | 7         | 10        | -3        | 4         |
| 3.        | Krefeld Pinguine         | 4         | 1         | 0         | 0         | 3         | 8         | 12        | -4        | 3         |

| Skupina F | Skupina F         | Skupina F | Skupina F | Skupina F | Skupina F | Skupina F | Skupina F | Skupina F | Skupina F | Skupina F |
| mj.       | klub              | GP        | W         | OTW       | OTL       | L         | GF        | GA        | GD        | bod       |
| --------- | ----------------- | --------- | --------- | --------- | --------- | --------- | --------- | --------- | --------- | --------- |
| 1.        | Fribourg-Gottéron | 4         | 3         | 0         | 0         | 1         | 12        | 6         | +6        | 9         |
| 2.        | Red Bull München  | 4         | 3         | 0         | 0         | 1         | 14        | 7         | +7        | 9         |
| 3.        | Orli Znojmo       | 4         | 0         | 0         | 0         | 4         | 6         | 19        | -13       | 0         |

| Skupina G | Skupina G      | Skupina G | Skupina G | Skupina G | Skupina G | Skupina G | Skupina G | Skupina G | Skupina G | Skupina G |
| mj.       | klub           | GP        | W         | OTW       | OTL       | L         | GF        | GA        | GD        | bod       |
| --------- | -------------- | --------- | --------- | --------- | --------- | --------- | --------- | --------- | --------- | --------- |
| 1.        | Zug            | 4         | 3         | 1         | 0         | 0         | 17        | 7         | +10       | 11        |
| 2.        | HIFK Helsinki  | 4         | 1         | 0         | 1         | 2         | 13        | 11        | +2        | 4         |
| 3.        | Esbjerg Energy | 4         | 0         | 1         | 1         | 2         | 10        | 22        | -12       | 3         |

| Skupina H | Skupina H          | Skupina H | Skupina H | Skupina H | Skupina H | Skupina H | Skupina H | Skupina H | Skupina H | Skupina H |
| mj.       | klub               | GP        | W         | OTW       | OTL       | L         | GF        | GA        | GD        | bod       |
| --------- | ------------------ | --------- | --------- | --------- | --------- | --------- | --------- | --------- | --------- | --------- |
| 1.        | TPS Turku          | 4         | 3         | 1         | 0         | 0         | 15        | 3         | +12       | 11        |
| 2.        | Bílí Tygři Liberec | 4         | 1         | 1         | 1         | 1         | 8         | 9         | -1        | 6         |
| 3.        | Lørenskog IK       | 4         | 0         | 0         | 1         | 3         | 5         | 16        | -11       | 1         |

| Skupina I | Skupina I          | Skupina I | Skupina I | Skupina I | Skupina I | Skupina I | Skupina I | Skupina I | Skupina I | Skupina I |
| mj.       | klub               | GP        | W         | OTW       | OTL       | L         | GF        | GA        | GD        | bod       |
| --------- | ------------------ | --------- | --------- | --------- | --------- | --------- | --------- | --------- | --------- | --------- |
| 1.        | SaiPa Lappeenranta | 4         | 3         | 1         | 0         | 0         | 17        | 9         | +8        | 11        |
| 2.        | Eisbären Berlin    | 4         | 2         | 0         | 0         | 2         | 12        | 13        | -1        | 6         |
| 3.        | Luleå Hockey       | 4         | 0         | 0         | 1         | 3         | 7         | 14        | -13       | 1         |

| Skupina J | Skupina J        | Skupina J | Skupina J | Skupina J | Skupina J | Skupina J | Skupina J | Skupina J | Skupina J | Skupina J |
| mj.       | klub             | GP        | W         | OTW       | OTL       | L         | GF        | GA        | GD        | bod       |
| --------- | ---------------- | --------- | --------- | --------- | --------- | --------- | --------- | --------- | --------- | --------- |
| 1.        | Nitra            | 4         | 3         | 0         | 0         | 1         | 9         | 6         | +3        | 9         |
| 2.        | Plzeň            | 4         | 2         | 0         | 0         | 2         | 12        | 10        | +2        | 6         |
| 3.        | Stavanger Oilers | 4         | 1         | 0         | 0         | 3         | 7         | 12        | -5        | 3         |

| Skupina K | Skupina K     | Skupina K | Skupina K | Skupina K | Skupina K | Skupina K | Skupina K | Skupina K | Skupina K | Skupina K |
| mj.       | klub          | GP        | W         | OTW       | OTL       | L         | GF        | GA        | GD        | bod       |
| --------- | ------------- | --------- | --------- | --------- | --------- | --------- | --------- | --------- | --------- | --------- |
| 1.        | Linköpings    | 4         | 4         | 0         | 0         | 0         | 16        | 5         | +11       | 12        |
| 2.        | JYP Jyväskylä | 4         | 2         | 0         | 0         | 2         | 12        | 9         | +3        | 6         |
| 3.        | Gap Recapes   | 4         | 0         | 0         | 0         | 4         | 2         | 16        | -14       | 0         |

| Skupina L | Skupina L      | Skupina L | Skupina L | Skupina L | Skupina L | Skupina L | Skupina L | Skupina L | Skupina L | Skupina L |
| mj.       | klub           | GP        | W         | OTW       | OTL       | L         | GF        | GA        | GD        | bod       |
| --------- | -------------- | --------- | --------- | --------- | --------- | --------- | --------- | --------- | --------- | --------- |
| 1.        | Växjö Lakers   | 4         | 2         | 0         | 2         | 0         | 16        | 10        | +6        | 8         |
| 2.        | Yunost Minsk   | 4         | 1         | 1         | 0         | 2         | 10        | 13        | -3        | 5         |
| 3.        | Mladá Boleslav | 4         | 1         | 1         | 0         | 2         | 12        | 15        | -3        | 2         |

| Skupina M | Skupina M        | Skupina M | Skupina M | Skupina M | Skupina M | Skupina M | Skupina M | Skupina M | Skupina M | Skupina M |
| mj.       | klub             | GP        | W         | OTW       | OTL       | L         | GF        | GA        | GD        | bod       |
| --------- | ---------------- | --------- | --------- | --------- | --------- | --------- | --------- | --------- | --------- | --------- |
| 1.        | SC Bern          | 4         | 4         | 0         | 0         | 0         | 17        | 5         | +12       | 12        |
| 2.        | Košice           | 4         | 1         | 0         | 0         | 3         | 10        | 15        | -5        | 3         |
| 3.        | Black Wings Linz | 4         | 1         | 0         | 0         | 3         | 7         | 14        | -7        | 3         |

| Skupina N | Skupina N             | Skupina N | Skupina N | Skupina N | Skupina N | Skupina N | Skupina N | Skupina N | Skupina N | Skupina N |
| mj.       | klub                  | GP        | W         | OTW       | OTL       | L         | GF        | GA        | GD        | bod       |
| --------- | --------------------- | --------- | --------- | --------- | --------- | --------- | --------- | --------- | --------- | --------- |
| 1.        | Skellefteå AIK        | 4         | 2         | 0         | 1         | 1         | 10        | 9         | +1        | 7         |
| 2.        | KalPa Kuopio          | 4         | 2         | 0         | 0         | 2         | 7         | 8         | -1        | 6         |
| 3.        | Vienna Capitals (Beč) | 4         | 1         | 1         | 0         | 2         | 10        | 10        | 0         | 5         |

| Skupina O | Skupina O               | Skupina O | Skupina O | Skupina O | Skupina O | Skupina O | Skupina O | Skupina O | Skupina O | Skupina O |
| mj.       | klub                    | GP        | W         | OTW       | OTL       | L         | GF        | GA        | GD        | bod       |
| --------- | ----------------------- | --------- | --------- | --------- | --------- | --------- | --------- | --------- | --------- | --------- |
| 1.        | Färjestad Karlstad      | 4         | 3         | 0         | 1         | 0         | 16        | 5         | +11       | 10        |
| 2.        | Sparta Prag             | 4         | 2         | 1         | 0         | 1         | 16        | 10        | +6        | 8         |
| 3.        | ComArch Cracovia Krakow | 4         | 0         | 0         | 0         | 4         | 7         | 24        | -17       | 0         |

| Skupina P | Skupina P          | Skupina P | Skupina P | Skupina P | Skupina P | Skupina P | Skupina P | Skupina P | Skupina P | Skupina P |
| mj.       | klub               | GP        | W         | OTW       | OTL       | L         | GF        | GA        | GD        | bod       |
| --------- | ------------------ | --------- | --------- | --------- | --------- | --------- | --------- | --------- | --------- | --------- |
| 1.        | HV71 Jönköping     | 4         | 3         | 0         | 0         | 1         | 16        | 9         | +7        | 9         |
| 2.        | Red Bull Salzburg  | 4         | 2         | 0         | 0         | 2         | 14        | 12        | +2        | 6         |
| 3.        | Sheffield Steelers | 4         | 1         | 0         | 0         | 3         | 11        | 20        | -9        | 3         |

### Doigravanje
- OT - rezultat nakon produžetaka
- SO - rezultat nako raspucavanja

#### Šesnaestina završnice
Prve utakmice igrane 4. listopada, a uzvrati 11. listopada 2016.
| klub1                    | klub2                 | 1. ut | 2. ut    |
| ------------------------ | --------------------- | ----- | -------- |
| Bílí Tygři Liberec       | Färjestad Karlstad    | 4:1   | 0:2      |
| Vitkovice Ridera Ostrava | Nitra                 | 7:0   | 5:0      |
| KalPa Kuopio             | Djurgårdens Stockholm | 2:0   | 1:2      |
| Košice                   | Fribourg-Gottéron     | 1:1   | 1:4      |
| Yunost Minsk             | Frölunda Göteborg     | 3:2   | 0:5      |
| Eisbären Berlin          | EV Zug                | 4:0   | 2:1      |
| Davos                    | Linköpings            | 4:7   | 3:2      |
| TPS Turku                | HIFK Helsinki         | 1:1   | 4:5 (SO) |
| Grizzlys Wolfsburg       | ZSC Lions Zürich      | 1:4   | 2:5      |
| Lugano                   | Plzeň                 | 4:1   | 3:3      |
| Tappara Tampere          | SaiPa Lappeenranta    | 0:2   | 2:4      |
| Red Bull München         | Växjö Lakers          | 1:1   | 3:4      |
| Sparta Prag              | Oulun Kärpät          | 1:1   | 1:0 (OT) |
| HV71 Jönköping           | Lukko Rauma           | 2:0   | 4:3      |
| JYP Jyväskylä            | Skellefteå AIK        | 4:0   | 2:4      |
| Red Bull Salzburg        | SC Bern               | 1:4   | 3:3      |

#### Osmina završnice
Prvi susreti su na rasporedu 1. studenog, a uzvrati 8. i 9. studenog 2016.
| klub1              | klub2                    | 1. ut | 2. ut    |
| ------------------ | ------------------------ | ----- | -------- |
| Bílí Tygři Liberec | Vitkovice Ridera Ostrava | 1:0   | 1:3 (OT) |
| KalPa Kuopio       | Fribourg-Gottéron        | 1:1   | 2:3 (OT) |
| Eisbären Berlin    | Frölunda Göteborg        | 1:6   | 1:4      |
| Linköpings         | HIFK Helsinki            | 1:1   | 1:0      |
| Lugano             | ZSC Lions Zürich         | 3:2   | 2:4 (OT) |
| SaiPa Lappeenranta | Växjö Lakers             | 3:2   | 2:4 (OT) |
| Sparta Prag        | HV71 Jönköping           | 2:4   | 5:0      |
| SC Bern            | JYP Jyväskylä            | 3:2   | 3:3      |

#### Četvrtzavršnica
Prvi susreti su na rasporedu 6. i 7. prosinca, a uzvrati 13. prosinca 2016.
| klub1                    | klub2             | 1. ut | 2. ut |
| ------------------------ | ----------------- | ----- | ----- |
| Vitkovice Ridera Ostrava | Fribourg-Gottéron | 2:5   | 2:3   |
| Frölunda Göteborg        | Linköpings        | 4:0   | 5:2   |
| ZSC Lions Zürich         | Växjö Lakers      | 0:0   | 2:3   |
| SC Bern                  | Sparta Prag       | 1:1   | 1:4   |

#### Poluzavršnica
Prvi susreti su na rasporedu 10. siječnja, a uzvrati 17. siječnja 2017.
| klub1             | klub2             | 1. ut | 2. ut |
| ----------------- | ----------------- | ----- | ----- |
| Frölunda Göteborg | Fribourg-Gottéron | 5:1   | 4:0   |
| Växjö Lakers      | Sparta Prag       | 1:2   | 0:4   |

#### Završnica
Igrano u Göteborgu 7. veljače 2017.
| klub1             | rez.     | klub2       |
| ----------------- | -------- | ----------- |
| Frölunda Göteborg | 4:3 (OT) | Sparta Prag |

## Poveznice i izvori
- championshockeyleague.net
- championshockeyleague.net, raspored i rezultati natjecanja
- eurohockey.com, Champions Hockey League 2016./17.
- eliteprospects.com, Champions Hockey League 2016./17.